# Забельє (Подборовське сільське поселення)
Забельє (рос. Забелье) — присілок Бокситогорського району Ленінградської області Росії. Входить до складу Подборовського сільського поселення.
Населення — 6 осіб (2012 рік). 